# Resolució 2398 del Consell de Seguretat de les Nacions Unides
La Resolució 2398 del Consell de Seguretat de les Nacions Unides fou adoptada per unanimitat el 30 de gener de 2018. Després de reafirmar totes les resolucions sobre el conflicte de Xipre el Consell va ampliar el mandat de la Força de les Nacions Unides pel Manteniment de la Pau a Xipre (UNFICYP) durant sis mesos més fins al 31 de juliol de 2018.

## Contingut
El Consell va demanar als dirigents grecoxipriotes i turcoxipriotes que continuessin negociant els temes bàsics que els separaven. Aquestes converses van ser en un "període de reflexió", i només es van poder reprendre després de les eleccions presidencials, la primera ronda de les quals es va celebrar el 28 de gener. També havien de fer més per millorar els contactes entre les seves dues comunitats i la vida quotidiana dels seus ciutadans.
El mandat de la UNFICYP a Xipre es va ampliar fins al 31 de juliol de 2018. El govern xipriota va considerar que la força de pau era necessària. També van donar suport a les recomanacions formulades pel secretari general António Guterres per optimitzar la força de pau dins del pressupost existent. La UNFICYP va tenir un paper important en la prevenció i eliminació d'incidents a la Línia Verda.
La gran majoria d'aquests incidents es van produir entre civils. Per exemple, van aplegar cada vegada més sòl a la Línia Verda sense el consentiment del propietari, que sovint pertanyia a l'altre grup de població o que estava massa a prop de la línia turca. Per tant, es faran servir més agents per a contactes amb la població i patrulles, mentre que el component militar es reduïa a 802 homes.